# Alberto Cavaciocchi
Alberto Cavaciocchi (Torino, 31 gennaio 1862 – Torino, 3 maggio 1925) è stato un generale italiano.
Fu per alcuni anni direttore dell'Ufficio Storico dell'Esercito, dove completò la pubblicazione di numerosi volumi dedicati alle vicende del Risorgimento, come Relazione e rapporti finali della campagna del 1848 e del 1849, Completamento della campagna del 1866 e La campagna italiana del 1859. Partecipò alla guerra italo-turca e in seguito alla prima guerra mondiale. Durante la battaglia di Caporetto comandò il IV Corpo d'armata, una delle unità inizialmente travolte dall'attacco austro-tedesco.

## Biografia
Nacque a Torino il 31 gennaio 1862, e in giovane età entrò come allievo nel Collegio di Firenze, passando successivamente a frequentare la Regia Accademia Militare di Artiglieria e Genio di Torino, dalla quale uscì nel 1881 con il grado di tenente assegnato all'arma di artiglieria. Tra il 1887 e il 1888 frequentò con eccellenti risultati la Scuola di guerra dell'esercito e nel 1889 entrò nel Corpo di Stato maggiore. Promosso al grado di capitano l'11 ottobre 1888, abbandonò l'artiglieria per passare alla fanteria. Promosso maggiore, prestò servizio presso il 41º Reggimento fanteria "Modena".
A partire dal 1903 divenne insegnante di organica presso la Scuola di guerra, rimanendovi fino al giugno 1906, assumendo poi l'incarico di Capo dell'Ufficio Storico dell'Esercito fino al febbraio 1910. In quell'anno, con il grado di colonnello, assunse il comando del 60º Reggimento fanteria appartenente alla Brigata Calabria. Con lo scoppio della guerra italo-turca avvenuto nel 1911, nel marzo dell'anno successivo partì per la zona di operazioni alla testa del suo reggimento, rimanendo in Libia fino al giugno 1914. Durante il periodo trascorso in Libia comandò la I Brigata mista nelle operazioni per l'occupazione di Zuara e poi la VI Brigata speciale operante nella zona di Tripoli. Nel maggio 1913 passò con la sua Brigata in Cirenaica, prendendo attivamente parte alle operazioni nella zona di Derna e poi di Cirene.
Per i suoi meriti venne promosso sul campo al grado di maggior generale e insignito della Croce di Ufficiale dell'Ordine militare di Savoia e della Medaglia d'argento al valor militare. Al ritorno in Patria assunse dapprima il comando della Brigata Brescia, e quindi l'incarico di direttore dell'Istituto Geografico di Firenze (agosto 1914). Con l'entrata in guerra del Regno d'Italia, il 24 maggio 1915, divenne Capo di stato maggiore della 3ª Armata, agli ordini di S.A.R. il Duca 'Aosta. Nel luglio dello stesso anno divenne comandante della 5ª Divisione, incaricata della difesa dell'importante settore Valtellina-Val Camonica, e il 1º ottobre fu elevato al rango di tenente generale. Tra l'aprile e il maggio 1916 condusse con successo il consolidamento della linea italiana, effettuando operazioni offensive ad altissima quota nella zona dell'Adamello.
Nel giugno dello stesso anno assunse il comando del XXVI Corpo d'armata, mantenendo tale incarico fino al mese di novembre, quando fu nominato comandante del IV Corpo d'armata (tale Corpo, che aveva quartier generale a Creda, era forte di tre divisioni e posizionato nella parte più settentrionale dello schieramento della 2ª Armata comandata dal generale Capello, copriva il fronte dal Monte Rombon all'Isonzo a monte della testa di ponte di Tolmino). Mantenne l'incarico fino al 25 ottobre 1917 quando fu destituito in seguito alla rotta di Caporetto. La sua unità e il contiguo XXVII Corpo d'armata furono investiti in pieno dall'offensiva austro-tedesca, e il IV Corpo d'armata perse gran parte dei propri effettivi nella giornata del 24 ottobre.
L'ex Capo di Stato Maggiore del Regio Esercito generale Luigi Cadorna, in una confidenza fatta a Versailles al colonnello Angelo Gatti, il 2 febbraio 1918 riconobbe che la sconfitta di Caporetto fu dovuta allo sfondamento effettuato dagli austro-tedeschi sul fronte tenuto dal XXVII Corpo d'armata di Badoglio, ritiratosi in grande disordine, che consentì l'aggiramento delle posizioni tenute dal IV Corpo di Cavaciocchi, ed alla conseguente ritirata del XXIV Corpo d'armata di Caviglia. Il VII Corpo d'armata di Bongiovanni, posto in posizione di riserva, non riuscì ad intervenire per turare l'enorme falla apertasi sul fronte italiano. Secondo quanto dichiarato dal senatore Luigi Albertini al direttore del giornale La Tribuna Olindo Malagodi il 22 aprile dello stesso anno la sconfitta patita dal IV Corpo d'armata era da attribuirsi quasi esclusivamente al comando del XXVII Corpo, che non era intervenuto a coordinare le operazioni appena iniziato l'attacco austro-tedesco. Inspiegabile era il mancato intervento dell'artiglieria in dotazione al XXVII Corpo, che non aveva praticamente sparato un colpo contro le truppe nemiche in avanzata.
Dopo una serie di inchieste interne fu giudicato uno dei responsabili della disfatta da una apposita Commissione d'Inchiesta voluta dal Presidente del Consiglio Vittorio Emanuele Orlando. 
Il 2 settembre 1919, assieme ad altri comandanti (Luigi Cadorna, Luigi Capello, Carlo Porro), venne collocato a riposo d'autorità. Trascorse gli ultimi anni della sua vita nel tentativo di riscattare la sua azione di comando durante la battaglia. Si deve a quegli anni la compilazione del memoriale Un anno al comando del IV Corpo d'Armata. Il 1º dicembre dello stesso anno indirizzò al Senato una petizione in cui chiedeva il riesame della sua posizione, L'esame della petizione fu demandato ad una apposita commissione composta dai senatori Oronzo Quarta, Guglielmo Pecori Giraldi e Francesco Pistoia, che nella primavera del 1921 terminò il suo lavoro rivedendo parzialmente il giudizio sulle sue responsabilità. A causa di ciò il Ministero della Guerra tramutò il collocamento a riposo in collocamento in ausiliaria. Non ritenendosi ancora soddisfatto si rivolse in successione al Consiglio di Stato, al Ministro della guerra Luigi Gasparotto e infine alla Camera con una petizione del dicembre del 1924, ma senza avere successo.
Durante la sua vita fu un prolifico autore di opere militari, pubblicando numerosi libri e articoli sulle più prestigiose riviste come: Rivista Militare Italiana, Rivista di fanteria, Rivista di cavalleria, Rivista di Artiglieria e Genio, Memorie Storiche Militari, Nuova Antologia, La vita italiana, e Rivista di Roma. Si spense improvvisamente nella sua casa a Torino per i postumi di un colpo apoplettico il 3 maggio 1925, lasciando incompiute due importanti opere sulla battaglia di Caporetto: Un anno al comando del IV corpo d'armata (tale opera in cui accusava della disfatta il generale Badoglio venne nascosta dalla moglie durante gli anni del fascismo presso il Castello Sforzesco di Milano) e Il IV corpo d'armata alla battaglia di Caporetto.

## Il giudizio di Gadda
Carlo Emilio Gadda, ufficiale alpino, nel 1915 fece la conoscenza di Cavaciocchi giudicandolo «un perfetto asino». Lo stesso Gadda, turbato dalle notizie disastrose provenienti dal fronte orientale con i russi in gravissime difficoltà per gli sfondamenti e le pesantissime sconfitte inflitti loro dalla Germania, affermò: "I tedeschi hanno evidentemente dei generali meno Cavaciocchi dei nostri" (frase in cui, ovviamente, il nome del generale indicava per antonomasia un incompetente o incapace).

## Pubblicazioni
- Contributo all'esame critico della campagna del 1848, Officina Tipografica di A. Debatte, Livorno, 1899
- La spedizione anglo-francese in Cina del 1860, Tipografia E. Voghera, Roma, 1900
- La leggenda della campagna del 1809, Officina Tipografica di A. Debatte, Livorno, 1900[3]
- 1908: Ratisbona, Essling, Wagram, Casa Editrice Italiana, Roma, 1901[3]
- Il pensiero di Moltke nell'invasione dell'Alsazia e della Lorena (1870), Tipografia E. Voghera, Roma, 1901
- La spedizione del Madagascar (1895), Vaccarino, Torino, 1905
- L'Esercito e il Paese, Tipografia Oliviero e C., Torino, 1906
- Considerazioni sulle forze coloniali, Tipografia Oliviero e C., Torino, 1906
- Le prime gesta di garibaldi in Italia, Tipografia E. Voghera, Roma, 1907
- Le istituzioni militari tedesche: notizie sommarie raccolte dal colonnello Alberto Cavaciocchi e dal maggiore Felice Santangelo, Tipografia Oliviero e C., Torino, 1907
- L'artiglieria piemontese dal 1806 al 1821 giudicata da un contemporaneo, Tipografia E. Voghera, Roma, 1908
- Il generale Eusebio Bava, Tipografia E. Voghera, Roma, 1909
- Ferdinando di Savoia, Duca di Genova, Tipografia E. Voghera, Roma, 1909
- Leggi militari del Regno d'Italia, Tipografia Oliviero e C., Torino, 1910
- Istituzioni militari italiane: Sommario, Tipografia Oliviero e C., Torino, 1910
- Sui metodi di scherma per l'esercito, Tipografia E. Voghera, Roma, 1909
- La esperienza della guerra d'Algeria (1830-1857), Tipografia E. Voghera, Roma, 1912
- Il pensiero napoleonico e la guerra mondiale: nel primo centenario della morte di Napoleone I, Stabilimento Poligrafico per l'Amministrazione alla Guerra, Roma, 1821
- L'impresa dell'Adamello, Arti Grafiche Giachino, Torino, 1923
- Libia e Algeria, Tipografia Schioppo, Torino, 1924
- La relazione Cavaciocchi sulla battaglia di Caporetto, P. Astengo (a cura di), Ipotesi, Rapallo, 1982
- Un anno al comando del IV Corpo d'Armata, A. Ungari (a cura di), Gaspari, Udine, 2006
- Gli italiani in guerra, A. Ungari (a cura di), Mursia, Milano, 2014

### Annotazioni
1. ↑  Sulle sue note carettaristiche venne scritto: mente aperta, attiva, pronta, atta del pari al lavoro analitico ed al sintetico. Criterio retto e preciso. Lavora di buona voglia e presto. Gli insegnanti della scuola di guerra sono concordi nel giudicarlo superiore per intelligenza a tutti gli ufficiali di artiglieria e genio del suo corso.
2. ↑  Durante il servizio presso questa unità si distinse per aver diretto i lavori di correzione delle tavolette dei dintorni di Torino, e per aver tenuto durante l'inverno 1897-1898 un corso di formazione degli ufficiali dei reggimento sul teatro di operazioni delle Alpi occidentali.
3. ↑  Era stato promosso colonnello nei primi mesi del 1907 su proposta del generale Carlo Caneva, impressionato dal lavoro svolto presso l'Ufficio Storico dell'Esercito da Cavaciocchi.
4. ↑  Combattimento di Sidi Sais (27-28 giugno 1912)
5. ↑  Combattimento di Ettangi (giugno 1913).
6. ↑  Le sue truppe si difesero strenuamente, fino all'ultimo uomo, nel tentativo di difendere la sponda sinistra dell'Isonzo. Non esente da errori durante l'azione di comando, tuttavia egli fu, forse, l'unico generale che non riversò accuse sui suoi soldati per la sconfitta patita, al contrario degli Alti Comandi.
7. ↑  Sottocapo di Stato Maggiore del Regio Esercito.
8. ↑  Il generale Cavaciocchi fu considerato colpevole da parte della Commissione d'inchiesta voluta dal governo Nitti, mentre il comandante del XVII Corpo d'armata, Badoglio, ne uscì esente e fu anzi promosso Sottocapo di Stato maggiore.
9. ↑  Cavaciocchi sosteneva, a ragione, che il IV Corpo d'armata era stato travolto sostanzialmente a causa della penetrazione laterale realizzata dalle forze austro-tedesche attraverso il XXVII Corpo di Badoglio con preoccupante facilità. Proprio la decisione, influenzata dal fatto che Badoglio venne fortemente difeso dal nuovo Capo di stato maggiore del Regio Esercito generale Armando Diaz, che non voleva che il suo sottocapo di stato maggiore fosse messo a processo, di scagionare questo generale aveva condotto la Commissione d'inchiesta su una strada sbagliata.
10. ↑  Tale rivista era stata fortemente voluta da Cavaciocchi, ed apparve nel gennaio 1909.

### Fonti
1. 1 2 3 4 5 6 7 8  Cavaciocchi, Ungari 2014, p. 11.
2. ↑  Gazzetta Ufficiale del Regno d'Italia n.254, 27 ottobre 1888.
3. 1 2 3 4 5 6 7 8 9 10 11 12 13  Gaspari 2011, p. 73.
4. 1 2 3 4 5  Cavaciocchi, Ungari 2014, p. 14.
5. ↑  Gazzetta Ufficiale del Regno d'Italia n.249, 9 ottobre 1915.
6. 1 2 3  Silvestri 2001, p. 469.
7. ↑  Silvestri 2001, p. 466.
8. ↑  Silvestri 2001, p. 470.
9. 1 2 3 4 5  Cavaciocchi, Ungari 2014, p. 10.
10. ↑  che è stato pubblicato nel 2006 dall'editore Gaspari di Udine Archiviato il 24 settembre 2015 in Internet Archive.
11. 1 2 3 4  Cavaciocchi, Ungari 2014, p. 12.
12. ↑   La morte del generale Cavaciocchi, su Archivio La Stampa, http://www.lastampa.it. URL consultato il 4 ott 2011.
13. ↑  Alessandro Barbero, Caporetto, Roma-Bari, Laterza, 2017.
14. ↑  Aldo Cazzullo, La guerra dei nostri nonni, Milano, Mondadori, 2014.
15. ↑  Sito web del Quirinale: dettaglio decorato.
16. ↑  Gazzetta Ufficiale del Regno d'Italia n.262, 6 novembre 1907.
17. ↑  Gazzetta Ufficiale del Regno d'Italia n.133, 6 giugno 1918.
18. ↑  Gazzetta Ufficiale del Regno d'Italia n.128, 1º giugno 1914.